# Ragini
Ragini (ur. 1937, zm. 1976) – indyjska aktorka i tancerka.
Siostra Padmini i Lalithy, najmłodsza z sióstr z Trawankoru. Związana głównie z kinem południowych Indii, grywała też w filmach hindi.